# 津田雅夫
津田雅夫（つだ まさお、1948年5月22日- ）は、日本の哲学者、岐阜大学名誉教授。

## 略歴
大阪市生まれ。1972年名古屋大学文学部哲学科卒業、同大学院博士課程単位修得退学後、同文学部助手を経て、岐阜大学助教授、教授を務め、2014年定年退任、名誉教授。専攻は思想史。

## 著書
- 『マルクスの宗教批判』 (ポテンティア叢書) 柏書房 1993
- 『文化と宗教 近代日本思想史序論』法律文化社 1997
- 『和辻哲郎研究 解釈学・国民道徳・社会主義』青木書店 2001
- 『人為と自然 三木清の思想史的研究』文理閣 2007
- 『戸坂潤と〈昭和イデオロギー〉 「西田学派」の研究』同時代社 2009
- 『「もの」の思想 その思想史的考察』文理閣 2011
- 『「もの」と「疎外」』文理閣 2017

### 共編著
- 『現代人間論への視座 文化・生活・意味』岸本晴雄共著 法律文化社 1993
- 『文化と風土の諸相』末永豊共編著 文理閣 2000
- 『遺産としての三木清』清眞人,亀山純生, 室井美千博, 平子友長共著 同時代社 2008
- 『〈昭和思想〉新論 二十世紀日本思想史の試み』編 文理閣 2009
- 『三木清研究資料集成』全6巻 編, 室井美千博,宮島光志編・解説 クレス出版 2018

## 論文
- ＜津田雅夫